# Poloni(II) hydride
Poloni(II) hydride là một hợp chất vô cơ có công thức hóa học PoH2. Nó là một chất lỏng không màu ở nhiệt độ phòng, là hydro chalcogenide thứ hai có tính chất này sau nước. Nó rất không ổn định về mặt hóa học và có xu hướng phân hủy thành poloni nguyên tố và hydro. Giống như tất cả các hợp chất poloni, nó có tính phóng xạ cao.
Hợp chất này được điều chế bằng cách cho poloni kim loại tác dụng với hydro ở nhiệt độ cao: {\displaystyle {\ce {Po + H2 -> PoH2}}}